# Mouvement populaire démocratique de Guinée
Le Mouvement populaire démocratique de Guinée (MPDG), est un parti politique guinéen.
En 2020, le parti participe aux élections législatives guinéennes et remporte trois sièges dans la IXe législature de la république de Guinée,,.